# Яськовяк, Яцек
Я́цек Ясько́вяк (пол. Jacek Jaśkowiak) (род. 10 марта 1964 года, Познань, Польская Народная Республика) — польский предприниматель, экономист и общественный деятель. С декабря 2014 года президент Познани.

## Биография
Выпускник юридического факультета Университета Адама Мицкевича. По стипендии GFPS-Польша обучался в Билефельдском университете.
В начале 90-х годов был директором по продажам в фирме Kulczyk Tradex. В 1997 году стал хозяином консалтинговой компании, а в 2007 году председателем торговой компании «Jaśkowiak Sp. z o.o», действующей по обслуживанию иностранных предпринимателей среднего размера. В 1997 году стал менеджером барда Яцека Качмарского. Именно Яськовяк настоял на смене репертуара барда с патриотического на философский и артистический. После смерти Качмарского проводил в школах вечера памяти артиста.
Был одним из основных организаторов проведения этапов Кубка мира по лыжным гонкам в Шклярской-Порембе в 2012 и 2014 годах.
На местных выборах 2010 года был кандидатом в президенты Познани от объединения «Мы-Познаньцы». Набрал 7,16 % голосов.
В 2013 году вступил в Гражданскую платформу. На местных выборах 2014 года баллотировался в президенты Познани от этой партии. В I туре набрал 21,46 % голосов. Во II туре против лидера комитета «Теперь Великопольша», Рышарда Гробельного, набрал 59,09 % голосов и стал преемником последнего, после 16 лет президентства.

## Личная жизнь
Женат на Яннине, которая работает нотариусом. Двое детей — Ярослав и Станислав.
В молодости занимался различными видами спорта — гребля, дзюдо, бокс и бег на длинные дистанции. В 2012 году принял участие в Пястовских бегах.